# حمام روستای کلانک
حمام روستای کلانک مربوط به اوایل دوره قاجار است و در شهرستان طالقان، روستای کلانک واقع شده و این اثر در تاریخ ۱۷ اسفند ۱۳۸۱ با شمارهٔ ثبت ۷۶۲۶ به‌عنوان یکی از آثار ملی ایران به ثبت رسیده است.